# Hannoversche Tagesnachrichten

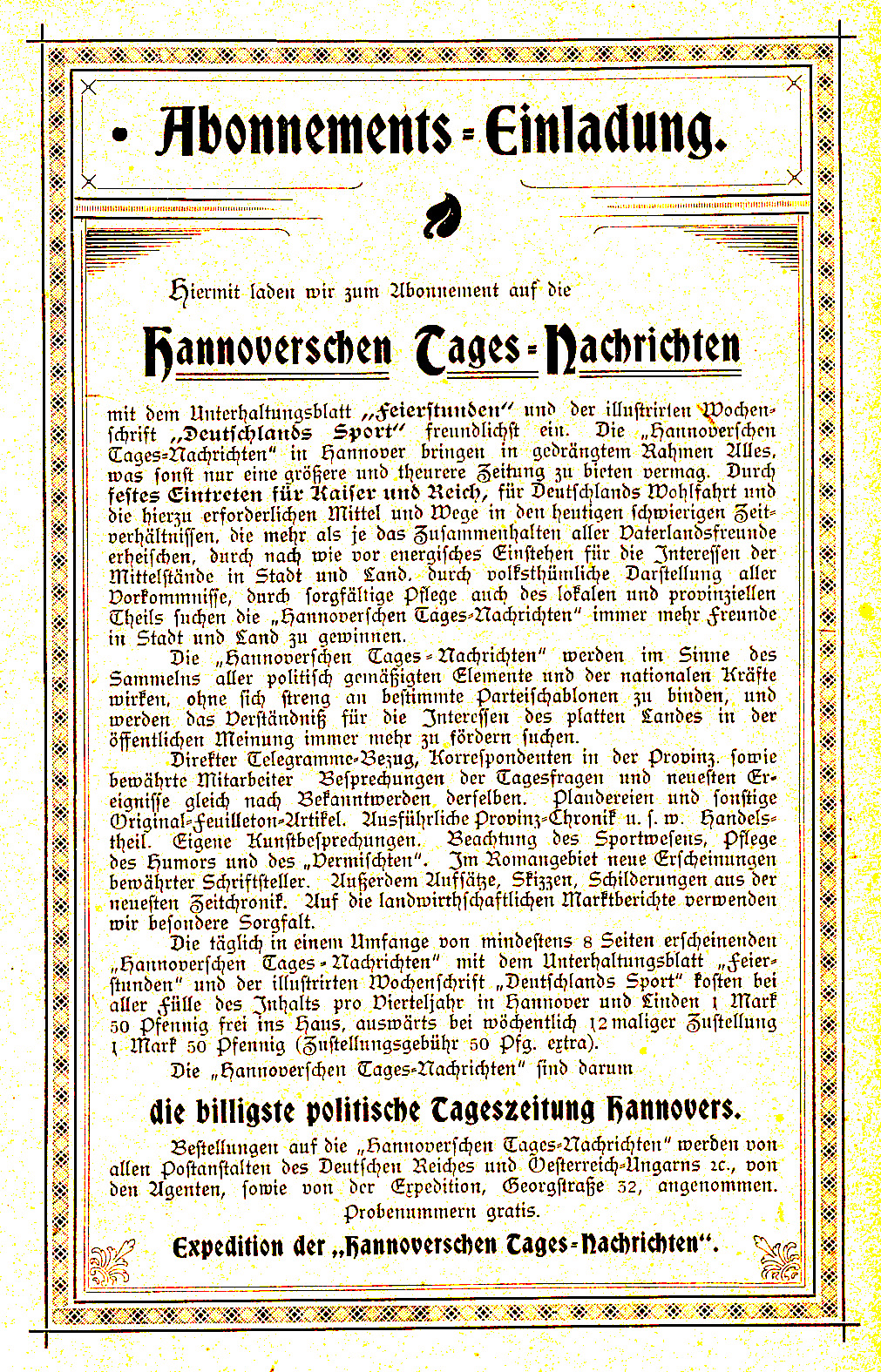
Abonnements-Werbung und Selbstdarstellung in der Schrift Erinnerungen an die Kaisertage in Hannover 2. bis 4. September 1898 von Friedrich Wilhelm Kortüm

Die Hannoverschen Tagesnachrichten, auch Hannoversche Tages-Nachrichten, erschienen als Nachgängerin der Bürgerzeitung vom 1. März 1899 bis zum 31. März 1913. Untertitel der Zeitung war „Offizielles Organ der konservativen Parteien / General-Anzeiger für die Provinz Hannover und die Nachbargebiete“.
Der Sitz der Redaktion war in Hannover, das Verbreitungsgebiet war die Provinz Hannover. Die Zeitung erschien zwölfmal wöchentlich, als fremde, regelmäßige Beilage wurden durch sie die „Niederdeutschen Blätter“ ausgeliefert. Sie erschien in Hannover im Verlag Friedrich Diers und wurde in der Göhmannschen Buchdruckerei gedruckt. Sie erschien im Format 48,5 × 35 cm. Der verantwortliche Redakteur war Friedrich Wilhelm Kortüm, die Lokalredaktion Hannover leitete A. H. Petzold.
Es handelte sich um eine konservative Zeitung, die vor allem in Wahlkampfzeiten deutschkonservative Positionen verbreitete und hauptsächlich Stellung bezog gegen Sozialdemokraten und Zentrumspartei. Herausgeber war Max Kurbel. Dieser war gleichzeitig der erste hauptamtliche Parteisekretär der Deutschkonservativen Partei in der Provinz Hannover.
Nachfolgerin war die Hannoversche Zeitung, die von 1912 bis 1921 erschien.